# Dwór w Glanowie
Dwór w Glanowie – zabytkowy zespół dworsko-parkowy w miejscowości Glanów. W jego skład wchodzi: murowany klasycystyczny dwór, XIX-wieczny park krajobrazowy, wozownia, dwie murowano-drewniane stodoły, kamienny spichlerz i dwa budynki przeniesione w to miejsce: drewniana chałupa z Podwilka oraz spichlerz z Suchej. Drewniane obiekty w Glanowie znajdują się na Małopolskim Szlaku Architektury Drewnianej.

## Historia
Dwór zbudowany został jako siedziba zarządcy Glanowa w czasach, gdy wieś należała jeszcze do zakonu Norbertanek z Imbramowic. Po konfiskacie dóbr zakonnych w 1819 roku wieś i dwór przekazane zostały rosyjskiemu generałowi Korfowi. Kolejni właściciele to Norbert Przanowski (ojciec Edwarda Przanowskiego) i Leon Rutkowski (ten ostatni zginął w dworku podczas Powstania Styczniowego). 
Dwór i jego otoczenie zostały spalone w trakcie walk, jakie toczyły się tu 15 sierpnia 1863 roku. Nie spłonęły wówczas jedynie karczma i kuchnia. Obecny wygląd dworu jest efektem przebudowy w roku 1923, wykonanej pod kierownictwem i według projektu Zygmunta Novaka.
Obecnie dwór jest w rękach rodziny Nováków i nie jest udostępniony do zwiedzania.

## Architektura
Dwór w Glanowie to budynek murowany o pobielonych ścianach, dwutraktowy siedmioosiowy, przykryty gontowym dachem polskim łamanym. Od północnej strony zdobi go centralnie położony klasycystyczny ganek kolumnowy, zwieńczony trójkątnym szczytem i ryzalitem.